# In My Zone 2
In My Zone 2 ist das dritte offizielle Mixtape des US-amerikanischen Musikers Chris Brown. Es erschien am 26. November 2010 und ist nur als Download erhältlich. Es wurde von DJ Drama und DJ Babey Drew präsentiert.

## Hintergrund
Das Mixtape erschien am 26. November 2010 und ist seitdem ausschließlich als Download erhältlich. Es diente überwiegend der Promotion des bevorstehenden Albums F.A.M.E. Im Jahr 2010 veröffentlichte Brown insgesamt drei Mixtapes: Im Mai Fan of a Fan (mit Tyga) und, bereits im Februar, In My Zone (Rhythm & Streets).

## Titelliste
Quelle
| #   | Titel                                       | Länge |
| --- | ------------------------------------------- | ----- |
| 01. | Ms. Breezy (feat. Gucci Mane)               | 5:13  |
| 02. | Shit Got Damn (feat. Big Sean)              | 3:02  |
| 03. | Talk That Shit                              | 3:24  |
| 04. | My Girl Like Them Girls (feat. J Valentine) | 3:49  |
| 05. | Fuck Um All (feat. Kevin McCall & Diesel)   | 3:49  |
| 06. | Christmas Came Today (feat. Seven)          | 2:12  |
| 07. | Glitter (feat. Big Sean)                    | 2:55  |
| 08. | What U Doin (feat. Big Sean)                | 2:08  |
| 09. | Drop Rap (feat. Petey Pablo)                | 4:13  |
| 10. | AWOL                                        | 3:26  |
| 11. | Seen Her Naked                              | 3:41  |
| 12. | Last Time Together                          | 3:28  |
| 13. | All Off (feat. Seven & Kevin McCall)        | 3:32  |
| 14. | Life Itself (feat. Kevin McCall)            | 4:47  |
| 15. | Sex Love (feat. Lonny Bereal & Seven)       | 3:40  |
| 16. | Another You                                 | 3:58  |
| 17. | Boing                                       | 4:12  |
| 18. | Quits (feat. Kevin McCall)                  | 2:51  |
| 19. | You Want Me (feat. Seven)                   | 2:24  |
| 20. | Put Your Hands in the Air                   | 3:53  |

Samples
- „Last Time Together“ – „Think of Me“ aus Phantom der Oper

## Rezeption
Das Mixtape erhielt durchschnittliche Kritiken. Ein Rezensent schrieb, dass man das Mixtape so schnell wie möglich herunterladen sollte, da es dies auf jeden Fall wert sei. Zudem sei es ein guter Vorbote des im März 2011 erscheinenden vierten Studioalbums F.A.M.E. Ein anderer Autor schrieb, dass gerade die Lieder, an denen Gastmusiker beteiligt waren, gut gelungen sind. Ein wenig begeisterter Rezensent schrieb, dass das Mixtape 20 Songs umfasse, von denen er hoffe, 15 nie wieder zu hören.